# Marina Aitova
Marina Aleksandrovna Aitova (en russe : Марина Александровна Аитова) née Korzhova le 13 septembre 1982 à Karaganda, est une athlète kazakhe pratiquant le saut en hauteur.

## Carrière
10e des Jeux olympiques de Pékin en 2008, la Kazakhe est reclassée 9e en octobre 2016 à la suite du dopage de la Russe Anna Chicherova, initialement médaillée de bronze puis 7e le 17 novembre après la disqualification de Yelena Slesarenko et de Vita Palamar.
Finaliste mondiale (2007, 2008 et 2010) et olympique (2008), Marina Aitova possède un record à 1,99 m réalisé le 13 juillet 2009 à Athènes. Cette performance constitue l'actuel record d'Asie de la discipline.
Le 21 mai 2013, Aitova se classe 4e du meeting World Challenge de Pékin avec 1,92 m, sa meilleure marque de la saison. Elle remporte ensuite le 3 juillet la médaille de bronze des Championnats d'Asie avec un saut à 1,88 m, derrière les Ouzbèkes Nadiya Dusanova (1,90 m) et Svetlana Radzivil (1,88 m).

### Dopage
Déjà reclassée 7e des Jeux olympiques de Pékin de 2008 à la suite de cas de dopage, Marina Aitova pourrait récupérer la médaille de bronze des championnats du monde en salle de Valence qui ont eu lieu en mars de la même année, puisque les deux athlètes classées devant elles (Yelena Slesarenko et Vita Palamar) sont celles disqualifiées de Pékin.

## Palmarès
| Date | Compétition                    | Lieu             | Résultat | Marque  |
| ---- | ------------------------------ | ---------------- | -------- | ------- |
| 1999 | Championnats du monde cadets   | Bydgoszcz        | 4e       | 1,79 m  |
| 2000 | Championnats du monde juniors  | Santiago         | 9e       | 1,80 m  |
| 2000 | Championnats d'Asie            | Jakarta          | 2e       | 1,83 m  |
| 2002 | Championnats d'Asie            | Colombo          | 3e       | 1,84 m  |
| 2002 | Jeux asiatiques                | Pattaya          | 2e       | 1,88 m  |
| 2003 | Championnats du monde en salle | Birmingham       | qual.    | 1,87 m  |
| 2003 | Jeux afro-asiatiques           | Hyderabad        | 1re      | 1,88 m  |
| 2003 | Championnats du monde          | Paris            | qual.    | 1,80 m  |
| 2004 | Jeux olympiques                | Athènes          | qual.    | 1,85 m  |
| 2006 | Championnats d'Asie en salle   | Pattaya          | 1re      | 1,93 m  |
| 2006 | Jeux asiatiques                | Doha             | 1re      | 1,93 m  |
| 2006 | Coupe du monde des nations     | Athènes          | 3e       | 1,94 m  |
| 2007 | Universiade                    | Bangkok          | 1re      | 1,92 m  |
| 2007 | Championnats du monde          | Osaka            | 7e       | 1,94 m  |
| 2008 | Championnats du monde en salle | Valence          | 5e       | 1,95 m  |
| 2008 | Jeux olympiques                | Pékin            | 7e       | 1,93 m  |
| 2008 | Finale mondiale                | Stuttgart        | 5e       | 1,94 m  |
| 2009 | Championnats du monde          | Berlin           | qual.    | 1,92 m  |
| 2010 | Championnats d'Asie en salle   | Téhéran          | 1re      | 1,93 m  |
| 2010 | Championnats du monde en salle | Doha             | 7e       | 1,91 m  |
| 2011 | Championnats d'Asie            | Kobe             | 3e       | 1,89 m  |
| 2011 | Championnats du monde          | Daegu            | qual.    | 1,89 m  |
| 2012 | Championnats du monde en salle | Istanbul         | qual.    | 1,83 m  |
| 2012 | Jeux olympiques                | Londres          | qual.    | NM      |
| 2012 | Ligue de diamant               | Ligue de diamant | 4e       | détails |
| 2013 | Championnats d'Asie            | Pune             | 3e       | 1,88 m  |
| 2013 | Championnats du monde          | Moscou           | qual.    | 1,83 m  |
| 2014 | Jeux asiatiques                | Incheon          | 4e       | 1,85 m  |

## Records
| Épreuve         | Épreuve      | Performance | Lieu            | Date                        |
| --------------- | ------------ | ----------- | --------------- | --------------------------- |
| Saut en hauteur | En plein air | 1,99 m (AR) | Athènes         | 13 juillet 2009             |
| Saut en hauteur | En salle     | 1,96 m      | Cottbus Valence | 30 janvier 2008 8 mars 2008 |